# Julian Beck
Julian Beck (New York, 31 mei 1925 - aldaar, 14 september 1985) was een Amerikaanse acteur, regisseur, dichter en kunstschilder.

## Jeugdjaren
Beck werd geboren in Washington Heights, een wijk in het New Yorkse stadsdeel Manhattan. Hij was de zoon van lerares Mabel Lucille en zakenman Irving Beck. Na korte tijd aan de de Yale-universiteit gestudeerd te hebben, stopte hij met zijn studie om zich te richten op de vervaardiging van boeken en schilderkunst. In de jaren veertig maakte hij vooral abstract expressionistische schilderijen.

## The Living Theatre
In 1943 ontmoette hij Judith Malina, met wie hij in 1947 het theaterbedrijf The Living Theatre oprichtte. Tot aan zijn dood werkte Beck mee aan de regie van de producties hiervan. The Living Theatre verhuisde in 1974 uit New York toen de Amerikaanse belastingdienst (ook wel IRS genoemd) het bedrijf stopzette. De reden hiervoor was een belastingschuld van Beck van 23.000 dollar. Na een sensationeel proces, waarin Beck en Malina zichzelf verdedigden, werden zij door een jury schuldig bevonden.